# صيادو كثيب
صيادو كثيب (بالإنجليزية: Hunters of Dune)‏ هو الكتاب الأول من كتابين كتبهما برايان هربرت وكيفن أندرسون لاختتام سلسلة روايات الخيال العلمي كثيب الأصلية التي كتبها فرانك هربرت.

## الاستقبال
قالت صحيفة نيويورك تايمز عن صيادو كثيب أن «برايان هربرت وكيفن أندرسون يقومان بالتحركات، لكن يبدو أنهما لا يستمتعان كثيرًا بمادتهما... بحلول نهاية صيادو كثيب، لم يفعلا أكثر من إعداد الطاولة لكتاب ديدان رمال كثيب».